# Caledonica acentra
Caledonica acentra is een keversoort uit de familie van de loopkevers (Carabidae). De wetenschappelijke naam van de soort is voor het eerst geldig gepubliceerd in 1869 door Maximilien de Chaudoir.